# Cornelis de Groot van Embden
Cornelis de Groot van Embden (Delft, 25 maart 1817 – Den Haag, 7 juni 1896) was een Nederlandse civiel en mijnbouwkundig ingenieur die een belangrijke bijdrage leverde aan de ontwikkeling van de mijnbouw in Nederlands-Indië. 

## Persoonlijk
Cornelis werd geboren als zoon van minder vermogende ouders, Cornelis en Deliana de Groot van Embden. Hij noemde zichzelf doorgaans "Cornelis de Groot". Hij trouwde vier keer en had twee zonen: Cornelis, die een leidinggevende functie bekleedde bij de Singkep Tin Maatschappij, en Evert Gerrit Cornelis, die burgemeester werd van onder andere Boskoop.  

## Loopbaan
De Groot begon zijn carrière in 1830 als klerk bij de ontvanger van directe belastingen in Delft. Vervolgens werkte hij korte tijd in een tapijtfabriek, maar vond deze beroepen niet bevredigend. In april 1833 nam hij dienst bij de lansiers in de hoop een officiersrang te bereiken. Hij bracht het echter tot de onderofficiersfunctie opperwachtmeester, en nam ontslag in 1840. Vervolgens werkte De Groot ruim twee jaar in een tabaksfabriek. 
In januari 1843 begon hij een studie aan de net opgerichte Koninklijke Akademie te Delft. Hij specialiseerde zich vanaf 1846 in de mijnbouw onder begeleiding van de hoogleraar Salomon Bleekrode. De Groot werd in 1848 de eerste die het diploma van mijnbouwkundig ingenieur behaalde. In 1850 werd hij benoemd tot chef van het mijnwezen in Nederlands-Indië en vestigde hij zich in Buitenzorg. De Groot onderzocht verschillende mijnbouwgebieden. Zijn bevindingen op het eiland Belitung leidden tot de oprichting van de Billiton Maatschappij in 1852. Hij speelde ook een rol bij het opzetten van de steenkolenmijn Oranje-Nassau in Pengaron op Borneo. In 1855 werd hij bevorderd tot ingenieur 1e klasse, en in 1861 werd hij hoofdingenieur. In 1863 kreeg hij de opdracht om op Belitung een onderzoek uit te voeren naar de staat van de mijnontginning ter plaatse. Zijn inspanningen leidden ertoe dat hij tot 1871 de Billiton Maatschappij vertegenwoordigde.
Na zijn terugkeer naar Nederland in 1871 maakte De Groot nog verschillende reizen naar Amerika en Afrika voor mijnbouwkundige onderzoeken. Hij vervulde bestuursfuncties bij meerdere verenigingen, waaronder het Indisch Genootschap en het Koninklijk Instituut voor Taal-, Land- en Volkenkunde. 
Cornelis de Groot van Embden was ridder in de Orde van de Nederlandse Leeuw en van het Legioen van Eer van Frankrijk.